# Drakensbergen
De Drakensbergen (Afrikaans: Drakensberge, Sotho: Maloti, Zoeloe: uKhahlamba) is een keten van bergen in Zuid-Afrika, die tot 3482 meter hoogte reiken en daarmee de hoogste van het land zijn. In het Sotho heet de bergketen Maloti en in de taal van de Zoeloes heet de bergketen uKhahlamba, wat "barrière van speren" betekent. De Drakensbergen vormen het oostelijk deel van het Great Escarpment, waarvan ook het Namibisch escarpment deel uit maakt.

## Geografie
De bergketen ligt in het oosten van Zuid-Afrika en reikt over een lengte van 1000 kilometer van het zuidwesten naar het noordoosten, met een bocht naar het noordwesten die de grens vormt tussen Lesotho en Zuid-Afrika. Aan de westkant lopen de rivieren Oranje en Vaal en aan de oost- en zuidkant enkele kleinere rivieren, waaronder de Tugela. De bergketen scheidt de provincies KwaZoeloe-Natal en Vrijstaat. In de winter valt er regelmatig sneeuw. Regen en mist komen er het hele jaar voor.
De hoogste piek is Thabana Ntlenyana (3482 meter). Andere belangrijke pieken zijn Mafadi (3250 meter), Makoaneng (3416 meter), Champagne Castle (3377 meter), Giant's Castle (3315 meter) en Ben Macdhui (3001 meter). Al deze hoge pieken liggen in het zuidoostelijke grensgebied met Lesotho. Ten noorden van Lesotho wordt de bergketen langzaam lager en beter toegankelijk.
Er zijn een aantal bergpassen, zoals de Naudésnekpas, Sanipas en de Ongeluksnek.

## Geologie
De Drakensbergen zijn een overblijfsel van het originele Afrikaanse plateau. De bergen worden bedekt door een laag basalt van maximaal 1500 meter dik, met daaronder een laag zandsteen. Dit heeft geresulteerd in een combinatie van zeer steile blokken en pieken. In de zandsteen-laag bevinden zich grotten, waarin vele rotsschilderingen te vinden zijn die gemaakt zijn door de San die daar tot aan de mfecane als jager-verzamelaars aktief waren.

## Toerisme
De pieken vormen een uitdaging voor bergbeklimmers. De hoogste pieken zijn allemaal al beklommen, een aantal van de lagere pieken nog niet. Wandelen is een populaire activiteit in het gebied van de Drakensbergen. Navigatie op lange afstandswandelingen wordt vaak ondersteund door gps-ontvangers en kaarten met geodetische referentiepunten. Het toerisme in de Drakensbergen is in ontwikkeling, met een verscheidenheid aan hotels en andere accommodaties. Het grootste gedeelte van de hogere bergketen aan de Zuid-Afrikaanse kant is wildreservaat of wildernis-gebied.
In 2000 is uKahlamba of Drakensbergpark als gemengd natuurerfgoed en cultuurerfgoed toegevoegd aan de Werelderfgoedlijst van UNESCO. In 2013 werd het aangrenzende Sehlabathebe National Park (Lesotho) bijgevoegd en gepubliceerd onder de gezamenlijke naam Maloti-Drakensberg Park.

## Afbeeldingen

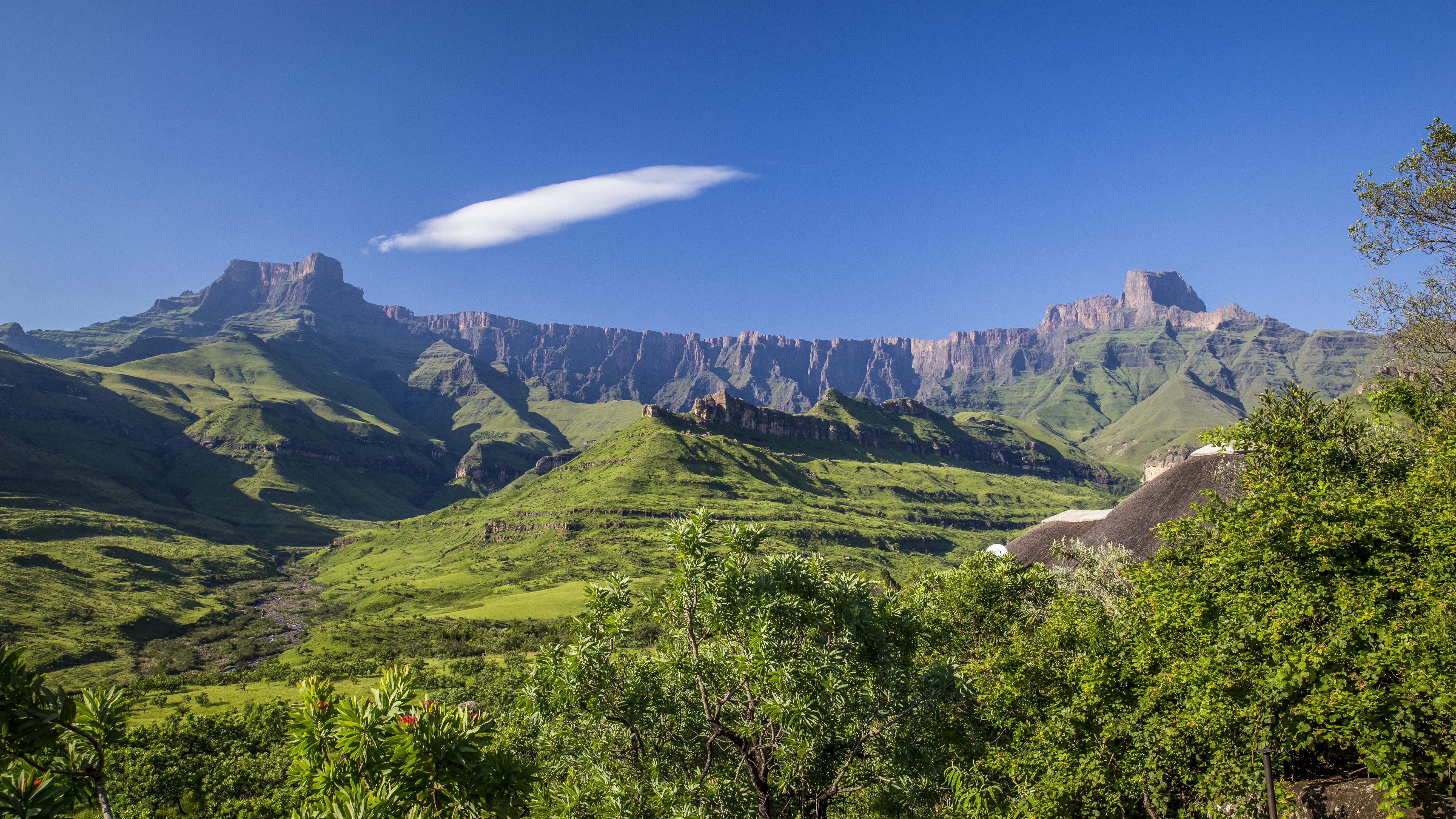
Een bekende formatie die het Amfitheater wordt genoemd, gelegen in het Royal Natal National Park
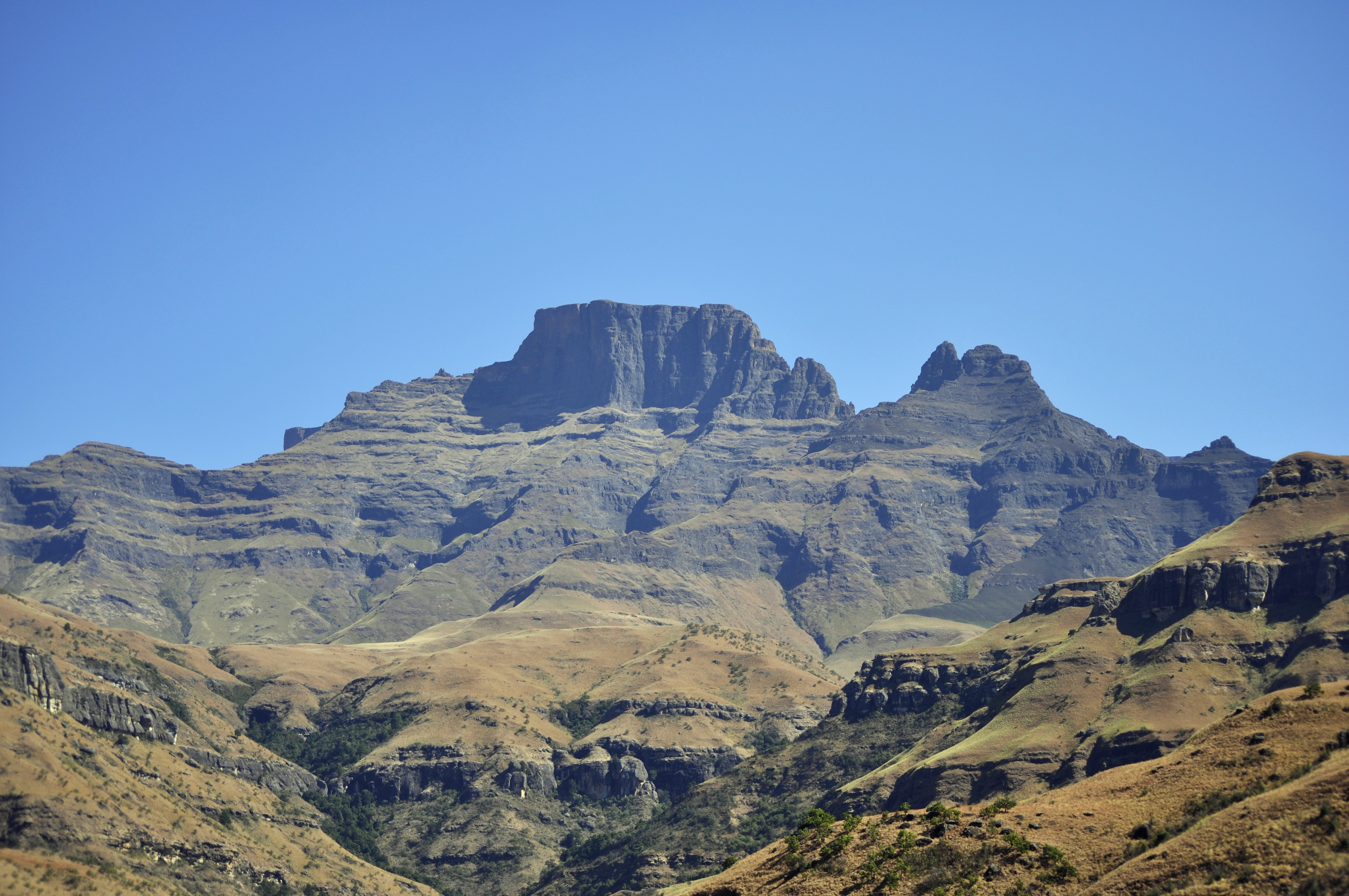
Monks Cowl of Monniks Kovel